# Europees kampioenschap voetbal 2020 (Groep E) Slowakije - Spanje
Dit artikel gaat over de wedstrijd in de groepsfase in groep E tussen Slowakije en Spanje die gespeeld werd op woensdag 23 juni 2021 in het Estadio de La Cartuja te Sevilla tijdens het Europees kampioenschap voetbal 2020. Het duel was de 33ste wedstrijd van het toernooi.

## Voorafgaand aan de wedstrijd
- Slowakije stond bij aanvang van het toernooi op de 36ste plaats van de FIFA-wereldranglijst.[1] Zeventien Europese landen en zestien EK-deelnemers stonden boven Slowakije op die lijst. Spanje was op de zesde plaats terug te vinden.[2] Spanje kende vier Europese landen en EK-deelnemers met een hogere positie op die lijst.
- Slowakije en Spanje troffen elkaar voorafgaand aan deze wedstrijd al zes keer. Slowakije won een van die wedstrijden, Spanje zegevierde vier keer en eenmaal eindigde het duel onbeslist. Nooit eerder troffen deze teams elkaar op een groot eindtoernooi.
- Voor Slowakije was dit haar tweede deelname aan een EK-eindronde en wel op een rij. Op het EK 2016 werd Slowakije uitgeschakeld in de achtste finales. Spanje nam voor een elfde maal deel aan een EK-eindronde en de zevende achtereenvolgende. Op het EK 1964, het EK 2008 en het EK 2012 kroonde Spanje zich tot Europees kampioen.
- Eerder in de groepsfase won Slowakije met 1–2 van Polen en verloor het met 1–0 van Zweden. Spanje speelde met 0–0 gelijk tegen Zweden en met 1–1 gelijk tegen Polen. Slowakije had genoeg aan een gelijkspel om zich te kwalificeren voor de achtste finales, Spanje moest daarvoor winnen of gelijkspelen als Polen ondertussen niet won van Zweden.

## Wedstrijdgegevens[3]
| Datum                  | 23 juni 2021                                                                                       | 23 juni 2021                                                                                       |
| Aftrap                 | 18:00 uur                                                                                          | 18:00 uur                                                                                          |
| Wedstrijdnummer        | 33                                                                                                 | 33                                                                                                 |
| Stadion                | Estadio de La Cartuja, Sevilla                                                                     | Estadio de La Cartuja, Sevilla                                                                     |
| Toeschouwers           | 11.204                                                                                             | 11.204                                                                                             |
| Scheidsrechter         | Björn Kuipers                                                                                      | Björn Kuipers                                                                                      |
| Assistenten            | Sander van Roekel Erwin Zeinstra                                                                   | Sander van Roekel Erwin Zeinstra                                                                   |
| Vierde official        | Stéphanie Frappart                                                                                 | Stéphanie Frappart                                                                                 |
| Videoscheidsrechters   | Pol van Boekel Kevin Blom (assistent) Christian Gittelmann (assistent) Bastian Dankert (assistent) | Pol van Boekel Kevin Blom (assistent) Christian Gittelmann (assistent) Bastian Dankert (assistent) |
| Man van de wedstrijd   | Sergio Busquets                                                                                    | Sergio Busquets                                                                                    |
|                        | Slowakije                                                                                          | Spanje                                                                                             |
| Doelpunten             | 0                                                                                                  | 5                                                                                                  |
| Gele kaarten           | 2                                                                                                  | 2                                                                                                  |
| Rode kaarten           | 0                                                                                                  | 0                                                                                                  |
| Wissels                | 5                                                                                                  | 5                                                                                                  |
| Schoten op doel        | 0                                                                                                  | 9                                                                                                  |
| Schoten naast doel     | 2                                                                                                  | 5                                                                                                  |
| Overtredingen          | 14                                                                                                 | 7                                                                                                  |
| Hoekschoppen           | 0                                                                                                  | 7                                                                                                  |
| Buitenspel             | 1                                                                                                  | 0                                                                                                  |
| Passnauwkeurigheid (%) | 82                                                                                                 | 89                                                                                                 |
| Balbezit (%)           | 38                                                                                                 | 62                                                                                                 |

| Slowakije | 0 – 5          | Spanje |
| | goals (assist) | 12' (pen.) Álvaro Morata 30' (e.d.) Martin Dúbravka (Pablo Sarabia) 45+3' Aymeric Laporte (Gerard Moreno) 56' Pablo Sarabia (Jordi Alba) 67' Ferran Torres (Pablo Sarabia) 71' (e.d.) Juraj Kucka (Pau Torres) |
| Štefan Tarkovič | bondscoach     | Luis Enrique |
| Martin Dúbravka Peter Pekarík Ľubomír Šatka Milan Škriniar Tomáš Hubočan Lukáš Haraslín 69' Juraj Kucka ( 90') Jakub Hromada 46' Róbert Mak 69' Marek Hamšík 90' Ondrej Duda 46' | opstellingen   | Unai Simón 77' César Azpilicueta 71' Eric García Aymeric Laporte ( 71') Jordi Alba Koke 71' Sergio Busquets Pedri Pablo Sarabia 66' Álvaro Morata 77' Gerard Moreno                                            |
| Michal Ďuriš 46' Stanislav Lobotka 46' Vladimír Weiss 69' Tomáš Suslov 69' László Bénes 90'                                                                                      | wissels        | 66' Ferran Torres 71' Thiago Alcántara 71' Pau Torres 77' Adama Traoré 77' Mikel Oyarzabal |
| Ondrej Duda 12' Milan Škriniar 90+4' | gele kaarten   | 40' Sergio Busquets 60' Jordi Alba |
| | rode kaarten   | |